# Wahlkreis Frankenthal (Pfalz)
Der Wahlkreis Frankenthal (Pfalz) (Wahlkreis 35, bis zur Landtagswahl 2016 noch Wahlkreis 34) ist ein Landtagswahlkreis in Rheinland-Pfalz. Sein Gebiet deckt neben der kreisfreien Stadt Frankenthal (Pfalz) einen Teil des Rhein-Pfalz-Kreises ab, nämlich die verbandsfreie Gemeinde Bobenheim-Roxheim und die Verbandsgemeinde Lambsheim-Heßheim.

## Wahl 2021
Bei der Landtagswahl 2021 vom 14. März 2021 entfielen im Wahlkreis auf die einzelnen Wahlvorschläge:
| Direktkandidaten    | Partei           | Wahlkreisstimmen in % | Landesstimmen in % |
| ------------------- | ---------------- | --------------------- | ------------------ |
| Martin Haller       | SPD              | 29,5                  | 32,6               |
| Christian Baldauf   | CDU              | 39,7                  | 32,2               |
| Stefan Scheil       | AfD              | 10,5                  | 11,3               |
| Jürgen Maring       | FDP              | 3,8                   | 4,6                |
| Nuran Aras-Tayanc   | Grüne            | 7,9                   | 8,3                |
| David Schwarzendahl | Die Linke        | 2,5                   | 2,1                |
| Tobias Reuter       | Freie Wähler     | 6,2                   | 4,1                |
| –                   | Piraten          | –                     | 0,5                |
| –                   | ÖDP              | –                     | 0,5                |
| –                   | Klimaliste       | –                     | 0,7                |
| –                   | Die PARTEI       | –                     | 1,0                |
| –                   | Tierschutzpartei | –                     | 1,5                |
| –                   | Volt             | –                     | 0,6                |

## Wahl 2016
Zur Wahl vom 13. März 2016 sind im Wahlkreis zugelassen worden:
| Direktkandidaten                  | Partei    | Wahlkreisstimmen | Landesstimmen |
| --------------------------------- | --------- | ---------------- | ------------- |
| Martin Haller                     | SPD       | 31,1 %           | 33,3 %        |
| Christian Baldauf                 | CDU       | 39,0 %           | 30,9 %        |
| Eric Tschöp                       | GRÜNE     | 4,3 %            | 4,4 %         |
| Karin Huth                        | FDP       | 4,5 %            | 5,5 %         |
| David Schwarzendahl               | DIE LINKE | 3,3 %            | 2,8 %         |
| Silvia Wolf-Scholz                | ALFA      | 1,8 %            | 1,4 %         |
| German Bachert                    | AfD       | 16,1 %           | 17,6 %        |
| –                                 | Sonstige  | –                | 4,1 %         |
| Wahlberechtigte: 54.120 Einwohner |           |                  |               |
| Wahlbeteiligung: 70,0 %           |           |                  |               |

## Wahl 2011
Die Ergebnisse der Wahl zum 16. Landtag Rheinland-Pfalz vom 27. März 2011:
| Direktkandidaten                  | Partei       | Wahlkreisstimmen | Landesstimmen |
| --------------------------------- | ------------ | ---------------- | ------------- |
| Martin Haller                     | SPD          | 36,0 %           | 36,8 %        |
| Christian Baldauf                 | CDU          | 44,8 %           | 37,6 %        |
| Günther Serfas                    | FDP          | 2,2 %            | 3,0 %         |
| Torben Wadlinger                  | GRÜNE        | 10,3 %           | 12,8 %        |
| Gerhard Ahnen                     | DIE LINKE    | 3,8 %            | 3,2 %         |
| Klaus Hug                         | Freie Wähler | 2,9 %            | 2,0 %         |
| –                                 | Sonstige     | –                | 4,6 %         |
| Wahlberechtigte: 54.032 Einwohner |              |                  |               |
| Wahlbeteiligung: 61,8 %           |              |                  |               |

- Direkt gewählt wurde Christian Baldauf (CDU).[5]
- Martin Haller (SPD) wurde über die Landesliste (Listenplatz 32) gewählt.[6]

## Wahl 2006
Die Ergebnisse der Wahl zum 15. Landtag Rheinland-Pfalz vom 26. März 2006:
| Direktkandidaten                  | Partei   | Wahlkreisstimmen | Landesstimmen |
| --------------------------------- | -------- | ---------------- | ------------- |
| Antje Felizia Weiser              | SPD      | 37,0 %           | 45,3 %        |
| Christian Baldauf                 | CDU      | 46,7 %           | 34,1 %        |
| Günther Serfas                    | FDP      | 5,1 %            | 6,6 %         |
| Wiktor Korzewka                   | GRÜNE    | 3,9 %            | 4,0 %         |
| Volker Ziehm                      | REP      | 3,9 %            | 3,0 %         |
| Norbert Schmitt                   | ödp      | 0,5 %            | 0,2 %         |
| Erika Kuzon                       | WASG     | 2,8 %            | 2,6 %         |
| –                                 | Sonstige | –                | 4,2 %         |
| Wahlberechtigte: 53.956 Einwohner |          |                  |               |
| Wahlbeteiligung: 60,3 %           |          |                  |               |

- Direkt gewählt wurde Christian Baldauf (CDU).[7]
- Antje Felizia Weiser (SPD) wurde über die Landesliste (Listenplatz 47) in den Landtag gewählt.[9]